# Liste der Monuments historiques in Palaminy
Die Liste der Monuments historiques in Palaminy führt die Monuments historiques in der französischen Gemeinde Palaminy auf.

## Liste der Bauwerke
| Bezeichnung       | Beschreibung                  | Standort | Kennzeichnung | Schutzstatus | Datum | Bild           |
| ----------------- | ----------------------------- | -------- | ------------- | ------------ | ----- | -------------- |
| Schloss           | Erbaut im 16./17. Jahrhundert | (Lage)   | PA00094412    | Inscrit      | 1988  | weitere Bilder |
| Kirche St-Pierre  | Erbaut im 17. Jahrhundert     | (Lage)   | PA00094413    | Inscrit      | 1950  |                |
| Maison Le Roucat  | Erbaut im 16. Jahrhundert     | (Lage)   | PA00094414    | Inscrit      | 1988  |                |
| Maison du Tilleul |                               | (Lage)   | PA00094415    | Inscrit      | 1988  |                |